# Conchopus corvus
Conchopus corvus är en tvåvingeart som beskrevs av Sadao Takagi 1965. Conchopus corvus ingår i släktet Conchopus och familjen styltflugor. Inga underarter finns listade i Catalogue of Life.